# Höhlenspinnen

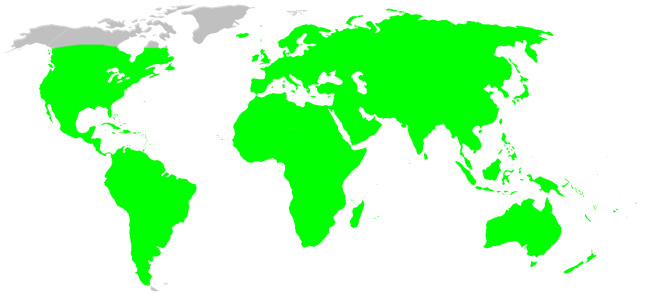
Verbreitungskarte der Höhlenspinnen

Die Höhlenspinnen (Nesticidae) sind eine Familie der Echten Webspinnen aus der Überfamilie der Radnetzspinnen (Araneoideae). Die Familie umfasst 13 Gattungen und 233 Arten. (Stand: Juni 2016)

## Beschreibung und Lebensweise
Die heimischen Höhlenspinnenarten sind sehr kleine (Körperlänge weniger als 1 mm) bis mittelgroße (5,5 mm) troglophile Tiere, die Raumnetze in Felsspalten, Höhlen, Stollen oder Kellern bauen. Sie sind blassgelb mit schwarzen Flecken. Die Arten ähneln sich sehr und sind nur unter einem guten Auflichtmikroskop und eventuell durch genitalmorphologische Untersuchung zu unterscheiden.
Nach Sauer und Wunderlich sind sie ursprünglich im Lückensystem von Geröllhalden heimisch und besiedeln natürliche Höhlen und Spalten in etwa so weit wie kleine Schnecken. Sehr vereinzelt sind sie auch in der Umgebung dieser Lebensräume anzutreffen. Keller sind nur Ersatzlebensräume. Sie benötigen Dunkelheit und eine hohe Luftfeuchtigkeit. Die Tiere leben in lockeren Gesellschaften bauchoben in ihren weitmaschigen Netzen, von den nach unten Fangfäden gespannt werden. Die Weibchen weben einen lockeren Eiballen, den sie an den Spinnwarzen angeheftet mit sich herumtragen.

## Einheimische Arten
In Mitteleuropa sind nur drei Arten der Gattung Nesticus nachgewiesen:
- Nesticus cellulanus (Clerck, 1757) – relativ selten, aber stellenweise zahlreich in der gesamten Holarktis
- Nesticus eremita Simon, 1879 – selten in Europa
- Nesticus idriacus Roewer, 1931 – bislang nur in Österreich und Italien nachgewiesen.

## Systematik
Der World Spider Catalog listet für die Höhlenspinnen aktuell 17 Gattungen (Stand: Juni 2022). Im Juni 2016 lag die Artenzahl bei 233.
- Aituaria Esyunin & Efimik, 1998
- Canarionesticus Wunderlich, 1992
  - Canarionesticus quadridentatus Wunderlich, 1992
- Carpathonesticus Lehtinen & Saaristo, 1980
- Cyclocarcina Komatsu, 1942
- Daginesticus Fomichev, Ballarin & Marusik, 2022
- Domitius Ribera, 2018
- Eidmannella Roewer, 1935
- Gaucelmus Keyserling, 1884
- Hamus Ballarin & Li, 2015
- Kryptonesticus Pavlek & Ribera, 2017
- Nescina Ballarin & Li, 2015
- Nesticella Lehtinen & Saaristo, 1980
- Nesticus Thorell, 1869
- Pseudonesticus Liu & Li, 2013
- Speleoticus Ballarin & Li, 2016
- Typhlonesticus Kulczyński, 1914
- Wraios Ballarin & Li, 2015
  - Wraios longiembolus Ballarin & Li, 2015